# Phytomyza delphinivora
Phytomyza delphinivora este o specie de muște din genul Phytomyza, familia Agromyzidae, descrisă de Spencer în anul 1969. Conform Catalogue of Life specia Phytomyza delphinivora nu are subspecii cunoscute.